# Chloë Sevigny
Chloë Stevens Sevigny (Springfield, Massachusetts, 18 de novembre de 1974) és una actriu de cinema i televisió, dissenyadora de moda i ex-model estatunidenca. Es va donar a conèixer per la seva àmplia carrera com a actriu a mitjan dècada de 1990, i pel seu treball com a model per a la revista novaiorquesa Sassy, per la qual va ser catalogada com la nova "noia de moda" d'aquell moment, atraient l'atenció dins del circuit de la moda de Nova York.
Sevigny va debutar al cinema amb un paper protagonista en la controvertida pel·lícula Kids (1995) de Larry Clark, actuació que li va valer una nominació al premi Independent Spirit. Una llarga llista de papers en pel·lícules independents i sovint avant-garde al llarg de la dècada va consolidar a Sevigny com una icona del cinema independent. No va ser fins a 1999 que va aconseguir un seriós reconeixement crític i comercial pel seu primer paper en Boys Don't Cry, per la qual va ser nomenada als premis Óscar i Globus d'Or com a millor actriu de repartiment.
Va continuar actuant generalment en pel·lícules independents i cinema art, com American Psycho (2000), Party Monster (2003), The Brown Bunny (2003) i Dogville (2003). L'any 2006 Sevigny va aconseguir un paper estel·lar en la sèrie de televisió de HBO, Big Love, per la qual va rebre un Globus d'Or com millor actriu de repartiment de sèrie, miniserie o telefilm de l'any 2010. També ha treballat en dues obres de teatre off-Broadway i ha protagonitzat diversos vídeos musicals. A més, ha dissenyat diverses col·leccions de roba.

## Primers anys
Chloë Stevens Sevigny va néixer a Springfield, Massachusetts, i va créixer a Darien, Connecticut, al costat de la seva mare, Janine Malinowski —d'ascendència polonesa—, i el seu pare, H. David Sevigny, un comptador i pintor d'interiors d'ascendència franc-canadenc. El seu pare va morir de càncer l'any 1996. Té un germà més gran, Paul, actualment disc jockey de Nova York. Durant els estius, Sevigny sovint assistia a grups de teatre, i protagonitzava obres de la YMCA; sempre va aspirar a ser actriu. De nena sovint jugava a disfressar-se amb roba que la seva mare li comprava en locals de segona mà, la qual cosa va descriure com a "instintiu" per a ella. Va ser criada en una família catòlica, i va assistir a la Secundària Darien. Durant la secundària, amb freqüència cuidava a l'actor Topher Grace i a la seva germana petita. Malgrat la reputació de classe alta i adinerada de la ciutat de Darien, els pares de Sevigny eren una família humil, i d'adolescent va treballar escombrant pistes de tennis en un club de camp.
Durant la seva adolescència, Sevigny es va tornar una miqueta rebel: "Jo era ben educada, i la meva mare era molt estricta. Però igualment passava el temps en l'estació Mobil i fumava cigarrets". A més va començar a referir-se a la seva ciutat com "Darien ària", per tractar de diferenciar-se de la classe alta i la reputació Ivy League de la comunitat. En els seus dos últims anys en la secundària, Sevigny fins i tot es va rapar el cap i va vendre el pèl a un fabricant de perruques de Broadway. Va admetre obertament haver experimentat amb drogues d'adolescent, especialment amb al·lucinògens, però va dir que mai va ser una "bona drogoaddicta"; malgrat això, va ser manada pels seus pares a reunions de Alcohòlics Anònims després de consumir marihuana i drogues al·lucinògenes. "Vaig tenir una meravellosa vida familiar, no voldria que sembli que això es va reflectir en ells. Crec que jo estava molt avorrida i simplement m'encantava prendre al·lucinògens... Però sovint sento que com ho vaig experimentar quan era més jove ara no tinc interès com a adult. Conec a molts adults que no ho van fer, i és molt més perillós començar a experimentar amb drogues d'adult", va comentar a The Times l'any 2007. Sovint s'ha descrit a si mateixa com a "solitària" i una "adolescent deprimida". La seva única activitat extra-curricular era ocasionalment patinar en skate amb el seu germà gran, i passava la majoria del seu temps lliure a la seva habitació: "Majorment cosia. No tenia res millor que fer, així que feia la meva pròpia roba".
Als 18 anys, Sevigny es va mudar de Connecticut a un apartament a Brooklyn. Aquí, el 1993, va ser descoberta en un carrer de la East Village per una editora de moda de la revista Sassy, que estava tan impressionada amb l'estil de Sevigny que li va oferir incloure-la en la revista. Mentre explicava el succés, Sevigny era poc inclinada sobre això: "A la dona de Sassy solament li agradava el barret que estava portant", va dir. Més tard va fer de model per a la revista i també per a X-girl, la marca de moda de Kim Gordon de Sonic Youth. Durant aquesta època, l'escriptor Jay McInerney la va trobar a la ciutat de Nova York i va escriure un article de set pàgines sobre ella en The New Yorker, en el qual la va sobrenomenar la nova noia de moda ("it-girl"). A continuació va aparèixer en la caràtula de l'àlbum de la banda Gigolo Aunts, Flippin' Out i el EP Full-On Bloom, i també va tenir un paper en un videoclip de la banda The Lemonheads.

## Carrera com a actriu

### Primers treballs (1995-1999)
Sevigny va conèixer al jove guionista i aspirant a director Harmony Korine en el Washington Square Park de Nova York durant el seu últim any de secundària. Es van fer bons amics, i ella acabaria sent contractada en la pel·lícula independent de baix pressupost Kids (1995). Dirigida per Larry Clark i escrita per Korine, Sevigny interpreta a una adolescent de Nova York que descobreix ser VIH-positiu. Segons Sevigny, ella va ser originalment triada per a un paper molt més breu, però va acabar reemplaçant a l'actriu canadenca Mia Kirshner, qui no tenia experiència professional com a actriu; va dir sobre el seu càsting: "Harmony Korine va pensar que jo era una noia dolça i encantadora i li agradava el meu pèl ros". No obstant això, Kids va resultar ser controvertida; la pel·lícula va ser classificada NC-17 per la Motion Picture Association of America a causa de la seva mostra gràfica de sexualitat i consum de drogues i substàncies involucrant adolescents. Malgrat la seva controvèrsia, Kids va tenir èxit amb la crítica i el públic: la periodista Janet Maslin va considerar la pel·lícula com "una trucada d'avís per al món modern" sobre la naturalesa de la joventut en la vida urbana del moment.
Després de Kids, Sevigny va continuar amb la pel·lícula independent de l'actor-director Steve Buscemi, Trees Lounge (1996), interpretant un paper relativament petit com l'enamorada de Buscemi. Durant aquesta època la directora Mary Harron (després d'haver vist Kids) li va oferir un paper menor en la seva pel·lícula, I Shot Andy Warhol (1996). Harron va situar a Sevigny en la tenda de roba Liquid Sky de SoHo, on es trobava treballant al moment. Sevigny va fer la seva primera audició, però al final va decidir rebutjar el paper; més tard treballaria amb Harron en American Psycho (2000). En comptes d'acceptar el paper en I Shot Andy Warhol, Sevigny va protagonitzar i va treballar com a dissenyadora de modes a Gummo (1997), escrita i dirigida per Harmony Korine, qui va estar involucrat romànticament amb Sevigny durant la filmació. Gummo va ser tan controvertida com el debut de Sevigny; ambientada a Xenia, Ohio, la pel·lícula mostra un munt de personatges nihilistes en un poble dels Estats Units afligit per la pobresa, i presenta temàtiques com el sexe i l'abús de drogues, així també com de la joventut alienada i antisocial del Mitjà Oest dels Estats Units Recordant la naturalesa de confrontació de la pel·lícula, Sevigny la va citar com un dels seus projectes favorits: "Els joves estimen aquesta pel·lícula. Ha estat robada de tots els Blockbuster dels Estats Units. S'ha transformat en una pel·lícula de culte". La pel·lícula va ser dedicada el pare de Sevigny, que va morir abans de l'estrena.
Després de Gummo, Sevigny va coprotagonitzar el thriller neo-noir Palmetto (1998), personificant a una jove segrestada de Florida al costat de Woody Harrelson. Més tard va tenir un paper protagonista com una graduada de l'Hampshire College en la cinta del període sardònic The Last Days of Disc (1998), al costat de Kate Beckinsale. La pel·lícula va ser escrita i dirigida pel director Whit Stillman i detalla l'ascens i caiguda de l'escena de clubs de Manhattan a principis dels anys 1980. Stillman va dir de Sevigny: "Chloë és un fenomen natural. No estàs dirigint, ella no està actuant, és real". Janet Maslin de The New York Times va escriure que Sevigny "és seductivament recatada" en el seu paper d'Alice. La pel·lícula va ser ben rebuda en general, no obstant això no va ser un èxit de taquilla als Estats Units, recaptant solament 3 milions de dòlars; des de llavors ha tingut cert èxit com a pel·lícula de culte.

### Cap a la fama (1999-2003)
Sevigny es va unir al repartiment del drama independent Boys Don't Cry (1999) després que la directora Kimberly Peirce veiés la seva actuació en The Last Days of Disc. El paper de Sevigny a Boys don't cry —una pel·lícula biogràfica sobre el transsexual Brandon Teena, qui fou violat i assassinat el 1993— va ser el treball responsable del seu pas cap l'estrellat i el seu èxit 'mainstream'. Sevigny va interpretar a Lana Tisdel, una jove que s'enamora de Teena, al principi, sense saber que havia nascut dona. Boys don't cry va ser ben rebuda per la crítica i va tenir un èxit moderat a taquilla. L'actuació de Sevigny va ser particularment elogiada: The Los Angeles Times va ressaltar que Sevigny "interpreta el paper inquietantment", Roger Ebert de The Chicago Sun Times va indicar que "és Sevigny qui ens proveeix l'entrada a la trama" i la Rolling Stone va escriure que Sevigny dona "una actuació que queda gravada en la memòria". La directora Kimberly Peirce va repetir la mateixa sensació que els crítics: "Chloë simplement es va lliurar al personatge. Va mirar un vídeo de Lana. Es va transformar en ella molt naturalment. No és una d'aquestes actrius d'Hollywood que fa dietes i cirurgies plàstiques. Mai descobreixes del tot la seva actuació". Per aquest paper Sevigny va ser nomenada com a millor actriu de repartiment per als premis Oscar i Globus d'Or; va guanyar els premis Independent Spirit i Satellite.
Després de Boys don't cry, Sevigny va interpretar un personatge secundari en American Psycho (2000), basada en la controvertida novel·la homònima de 1991 escrita per Bret Easton Ellis. Sevigny interpreta a l'ajudant d'oficina de Patrick Bateman, interpretat per Christian Bale, un yuppie de Manhattan convertit en assassí en sèrie. La pel·lícula, com la novel·la en qual es basa, va ser controvertida per la seva descripció de la violència gràfica i sexualitat en la societat de la classe alta de Manhattan. A més, es va reunir amb l'escriptor de Kids i director de Gummo, Harmony Korine, en l'experimental Julien Donkey-Boy (1999), interpretant a la germana embarassada d'un esquizofrènic. Encara que no va arribar a ser estrenada als cinemes, va aconseguir algunes crítiques favorables; Roger Ebert es va referir a la pel·lícula com "un rodatge Freaks de l'equip de Blair Witch" i va continuar dient que "hi ha bones possibilitats que a la majoria de la gent no li agradi i s'ofengui. Per a uns altres, provocarà simpatia més que menyspreu". Sevigny va continuar amb un petit paper en el drama A Map of the World (1999), al costat de Sigourney Weaver.
Entre 1998 i 2000, Sevigny va tornar a mudar-se a Connecticut per viure amb la seva mare i va treballar interpretant a la butch lesbiana en el telefilm guanyador del premi Emmy If These Walls Could Talk 2 (2000), la seqüela del telefilme dramàtic de HBO, If These Walls Could Talk (1996). Sevigny va acceptar el paper en la pel·lícula per ajudar a pagar la hipoteca de la seva mare, segons ella és l'única pel·lícula que va fer pels beneficis econòmics. Després d'aquesta actuació, li van oferir un paper de repartiment en la comèdia Legally Blonde (2001) al costat de Reese Witherspoon i amb un sou de 500.000 dòlars; Sevigny no va acceptar i el paper va ser para Selma Blair. En el seu lloc, va protagonitzar el techno-thriller francès Demonlover (2002) de Olivier Assayas, al costat de Connie Nielsen, pel qual va haver d'aprendre el seu diàleg en francès. Sevigny va descriure la filmació com a "estranya", en el sentit que el director Assayas rarament li parlava durant el rodatge, la qual cosa segons ella va ser difícil per la falta de "aportació". Després de passar prop de tres mesos a França per completar Demonlover, Sevigny va tornar a Nova York per filmar la 'biopic' dels "Club Kids", Party Monster (2003); per casualitat, Sevigny coneixia diverses de les persones representades en la pel·lícula (Michael Alig i James St. James inclosos), a qui va conèixer durant les seves freqüents visites a l'escena de clubs de Nova York com a adolescent.
A continuació, Sevigny va aconseguir un paper a Dogville (2003) de Lars von Trier, interpretant a un dels residents del petit poble de la muntanya, al costat de Nicole Kidman, Lauren Bacall i Paul Bettany; la pel·lícula va rebre comentaris mixts i va ser ratllada de "anti-nord-americà" pels crítics Roger Ebert i Richard Roeper. Sevigny es va reunir amb l'estrella de Boys Don't Cry Peter Sarsgaard per a la pel·lícula biogràfica Shattered Glass (2003).
Pel seu paper de Lana Tisdel a Boys Don't Cry va rebre diversos premis i va estar nomenada, entre d'altres, a l'Oscar i al Globus d'Or a la millor actriu secundària.

### La controvèrsia deThe Brown Bunnyi el període següent (2003-2006)
L'any 2003, Sevigny va personificar el paper principal femení en The Brown Bunny (2003), pel·lícula sobre un solitari viatjant amb motocicleta que recorda al seu ex amant. La pel·lícula va aconseguir notorietat per la seva escena final, la qual té a Sevigny fent una fel·lació real al coprotagonista i director Vincent Gallo. El film va ser estrenat en el Festival de Cannes i va provocar controvèrsies i crítiques importants per part del públic i els crítics. Sevigny va defensar la pel·lícula, dient: «És una llàstima que la gent escrigui tantes coses sense haver-la vist. Quan veus la pel·lícula, té més sentit. És una pel·lícula d'autor. Hauria de ser projectada en museus. És com una pel·lícula d'Andy Warhol». Després de l'estrena a Cannes en 2003, l'agència de representants William Morris va eliminar a Sevigny com a client. L'agència va declarar que l'escena estava «un nivell per sobre de la pornografia» i va assegurar que la carrera de Sevigny «podria no recuperar-se». En una entrevista amb The Daily Telegraph l'any 2003, quan li van preguntar si es penedia de la pel·lícula, va respondre: «No, vaig estar sempre dedicada al projecte sol per la voluntat de Vincent. Tenia fe en la seva estètica (...) Tracto de perdonar i oblidar, en cas contrari em tornaria una vella amargada».
Encara que la resposta cap a la pel·lícula va ser negativa, alguns crítics van elogiar l'actuació de Sevigny; Manohla Dargis de The New York Times va dir: «A les actrius els han demanat i fins i tot intimidat perquè realitzin actes similars per als cineastes des que van aparèixer les pel·lícules, fins i tot darrere de portes tancades. La senyoreta Sevigny no s'està amagant darrere de l'escriptori de ningú. Diu el seu diàleg amb sentiment i posa el seu iconoclàstia just on tothom pot veure-la; pot estar boja, però també inoblidable». Roger Ebert va ressaltar que Sevigny va donar «veracitat i vulnerabilitat» a la pel·lícula.

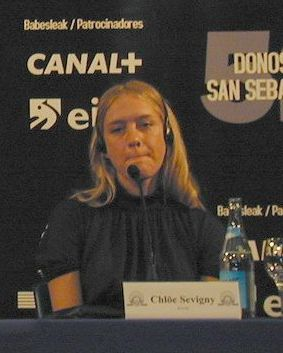
Sevigny en una conferència de premsa de Melinda and Melinda

Malgrat la desaprovació de la seva agència cap a la pel·lícula (i el temor que l'actriu podria haver tacat la seva carrera per sempre), ella va continuar amb diversos projectes. Va tenir un paper important en el repartiment de la tragicomèdia de dues cares Melinda and Melinda (2004) de Woody Allen, la qual Sevigny va descriure com una experiència "plaent". Més tard va ser convidada en la popular sèrie de televisió Will & Grace, i va continuar amb alguns papers al cinema, incloent un breu paper en la seqüela de Dogville de Lars von Trier, titulada Manderlay (2005), i també a Broken Flowers (2005) amb Bill Murray. També va interpretar a una de les amants del doctor Herman Tarnower en la sèrie de televisió de HBO Mrs. Harris (2005) al costat de Annette Bening i Ben Kingsley. Després va tenir un paper com una monja catòlica que visita Àfrica en una de les tres històries de 3 Needles (2005), una antologia que tracta la prevalença del sida en diverses parts del món. La seva actuació en la pel·lícula va ser elogiada; Dennis Harvey de Variety va dir que la seva actuació va ser "convincent", mentre que Kevin Thomas de Los Angeles Times es va referir a Sevigny com a "audaç i astuta". Poc després de 3 Needles, Sevigny va interpretar al personatge principal en la pel·lícula indie experimental Lying (2006) al costat de Jena Malone i Leelee Sobieski, fent d'una mitòmana que reuneix tres conegudes per a un cap de setmana a la seva casa de camp en el nord de Nova York; la pel·lícula va ser estrenada en el Festival de Cannes de 2006.

### Big Love(2006-2011)
L'any 2006, Sevigny va aconseguir un paper estel·lar en la sèrie de televisió de HBO Big Love, sobre una família polígama. Interpreta a Nicolette Grant, la confabuladora i addicta a les compres, filla del capdavanter d'un culte i segona esposa d'un espòs polígam, interpretat per Bill Paxton. Sevigny va aconseguir encara més èxit mainstream amb un paper en la qual seria la seva primera producció de gran pressupost, com l'esposa de Robert Graysmith en Zodiac (2007) de David Fincher, que explica la història de l'infame assassí del Zodíac de San Francisco (Califòrnia).
Sevigny va protagonitzar al thriller psicològic independent The Killing Room (2009) i també My Són, My Són, What Have Ye Done (2009) de Werner Herzog, una pel·lícula de terror criminal basada en l'assassí Mark Yavorsky, produïda per David Lynch. També un rol en el documental independent Beautiful Darling (2010), on narra la vida del transsexual Warhol superstar Candy Darling mitjançant diaris i cartes personals de Darling. Al llarg de l'any 2009, Sevigny va continuar treballant en la quarta temporada de Big Love; mentre filmava la sèrie, va passar sis mesos de l'any vivint als afores de Los Angeles prop de Santa Clarita, fora de la seva casa de la ciutat de Nova York.

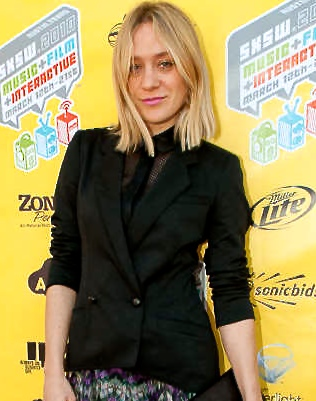
Sevigny a la premiere de Barry Munday (Austin, Texas, 2010).

Va continuar amb dos papers importants en dues comèdies independents: Barry Munday (2010) i Mr. Nice (2010); en la primera, Sevigny interpreta a la germana d'una dona casolana que espera un fill d'un faldiller recentment castrat (al costat de Patrick Wilson i Judy Greer); en Mr. Nice, va tenir un paper protagonista com l'esposa del traficant de marihuana britànic Howard Marks, al costat de Rhys Ifans, la pel·lícula està basada en l'autobiografia de Marks del mateix nom.
El gener del 2010, Sevigny va guanyar un premi Globus d'Or com a millor actriu de repartiment pel seu paper en la tercera temporada de Big Love. La sèrie també va rebre nominacions en altres dues categories. Durant la conferència de premsa després de guanyar el premi, Sevigny es va referir a les dones reprimides que viuen en poligàmia: "Aquestes dones estan extremadament reprimides. Haurien de ser ajudades. Ni tan sols saben qui és el president dels Estats Units".
En una entrevista més tard a The A.V. Club, a Sevigny li van preguntar si sentia que el missatge de la sèrie era que la poligàmia estava "malament". Va respondre: "No, per descomptat que no. Crec que hi ha més paral·lelismes amb els drets dels gais i l'estil de vida alternatiu més que 'la poligàmia està malament'. Crec que en realitat aproven a la gent que decideix viure aquest estil de vida per fora de les sectes fonamentalistes". Durant la mateixa entrevista, Sevigny va demostrar la seva decepció amb la quarta temporada de la sèrie, anomenant-la "horrible" i "molt novel·lesca", encara que va comentar que li encanta el seu personatge i els guions va sentir que la sèrie "es va allunyar del que era". Més tard es va penedir del que va dir, dient que estava molt "exhausta" i "no estava pensant en el que estava dient"; a més es va disculpar amb els productors de la sèrie. "No vull que pensin que estava mossegant la mà de qui m'alimenta, perquè òbviament estimo la sèrie i sempre em vaig sentir positiva pel que fa a ella. I no vaig voler que ningú em mal-interpretés o pensés que no estava sent agraïda".
El juny de 2010, fou protagonista a The Wait, al costat de Jena Malone i Luke Grimes; un thriller psicològic sobre dues germanes que decideixen mantenir a la seva recent difunta mare a casa seva després de rebre una trucada telefònica dient que seria ressuscitada. Aquesta pel·lícula és la segona col·laboració de Sevigny amb el director M. Blash i l'actriu Malone, després de Lying de 2006. La filmació va començar el 20 de juny de 2010 a Portland, Oregon.
Pel 2013 és estrella convidada en la sèrie britànica Hit & Miss transmesa per Sky city on interpreta a una transsexual assassina que ha de tornar a casa a cuidar a un fill que va tenir amb una ex-núvia.

## Filmografia

### Cinema
| Any  | Títol                              | Personatge                   |
| ---- | ---------------------------------- | ---------------------------- |
| 1995 | Kids                               | Jennie                       |
| 1996 | Trees Lounge                       | Debbie                       |
| 1997 | Gummo                              | Dot                          |
| 1998 | Palmetto                           | Odette                       |
| 1998 | The Last Days of Disco             | Alice Kinnon                 |
| 1999 | Boys Don't Cry                     | Lana Tisdel                  |
| 1999 | Julien Donkey-Boy                  | Pearl                        |
| 1999 | A Map of the World                 | Carole Mackessy              |
| 2000 | American Psycho                    | Jean                         |
| 2000 | If These Walls Could Talk 2        | Amy                          |
| 2002 | Ten Minutes Older                  |                              |
| 2002 | Demonlover                         | Elise Lipsky                 |
| 2003 | Party Monster                      | Gitsie                       |
| 2003 | Death of a Dynasty                 | Sexy Woman                   |
| 2003 | Dogville                           | Liz Henson                   |
| 2003 | The Brown Bunny                    | Daisy                        |
| 2003 | Shattered Glass                    | Caitlin Avey                 |
| 2004 | Melinda and Melinda                | Laurel                       |
| 2005 | Manderlay                          | Philomena                    |
| 2005 | Broken Flowers                     | Assistent de Carmen          |
| 2005 | 3 Needles                          | Clara                        |
| 2006 | Lying                              | Megan                        |
| 2006 | Sisters                            | Grace Collier                |
| 2007 | Zodiac                             | Melanie                      |
| 2009 | The Killing Room                   | Emily Reilly                 |
| 2009 | My Son, My Son, What Have Ye Done? | Ingrid                       |
| 2009 | Beloved                            | Kim                          |
| 2010 | All Flowers in Time                | Holly                        |
| 2010 | Beautiful Darling                  | Candy Darling                |
| 2010 | Barry Munday                       | Jennifer Farley              |
| 2010 | Mr. Nice                           | Judy Marks                   |
| 2013 | The Wait                           | Emma                         |
| 2013 | Lovelace                           | Rebecca                      |
| 2014 | Little Accidents                   | Kendra                       |
| 2014 | Electric Slide                     | Charlotte                    |
| 2014 | The Beckoning                      |                              |
| 2015 | Black Dog, Red Dog                 | Ali                          |
| 2015 | Horror                             | Alex Cox                     |
| 2016 | Antibirth                          | Sadie                        |
| 2016 | Love and Friendship                | Alicia Johnson               |
| 2016 | Dr. Del                            | Brandy Sommers               |
| 2016 | Look Away                          | Carolyn                      |
| 2016 | Kitty                              | N/A                          |
| 2017 | El sopar (The Dinner)              | Barbara Lohman               |
| 2017 | The Snowman                        | Sylvia Ottersen/Ane Pedersen |
| 2018 | Lizzie                             | Lizzie Borden                |
| 2019 | Love Is Blind                      | Carolyn                      |
| 2019 | The Dead Don't Die                 | Minerva Morrison             |
| 2019 | White Echo                         |                              |
| 2019 | The True Adventures of Wolfboy     | Jen                          |

### Televisió
| Any       | Títol                             | Personatge         | Notes                                    |
| --------- | --------------------------------- | ------------------ | ---------------------------------------- |
| 2004      | Will & Grace                      | Monet              | Episodi: "East Side Story"               |
| 2005      | Mrs. Harris                       | Lynne Tryforos     |                                          |
| 2006–2011 | Big Love                          | Nicolette Grant    | 53 episodis                              |
| 2011      | RuPaul's Drag Race                | Herself            | 2 episodis                               |
| 2012      | Law & Order: Special Victims Unit | Christine Hartwell | Episodi: "Valentine's Day"               |
| 2012      | Hit & Miss                        | Mia                | 6 episodis                               |
| 2012      | Louie                             | Jeanie             | Episodi: "Looking for Liz/Lilly Changes" |
| 2012      | American Horror Story: Asylum     | Shelley            | 6 episodis                               |
| 2013      | Portlandia                        | Alexandra          | 9 episodis                               |
| 2013      | The Mindy Project                 | Christina          | 6 episodis                               |
| 2014      | Doll & Em                         | Herself            | 2 episodis                               |
| 2014      | The Switch                        | Sü Phan, Chris     | Episodi pilot[128]                       |
| 2014      | Those Who Kill                    | Catherine Jensen   | 10 episodis                              |
| 2014      | The Cosmopolitans                 | Vicky Frasier      | Episodi pilot                            |
| 2015–2016 | Bloodline                         | Chelsea O'Bannon   | 10 episodis                              |
| 2015–2016 | American Horror Story: Hotel      | Dr. Alex Lowe      | 12 episodis                              |

## Premis i nominacions
Premis
- 2010: Globus d'Or a la millor actriu secundària en sèrie, minisèrie o telefilm per Big Love

Nominacions
- 2000: Oscar a la millor actriu secundària per Boys Don't Cry
- 2010: Globus d'Or a la millor actriu secundària per Big Love